# Гардош
Гардош је градско насеље и узвишица у Београду, које се налази на територији општине Земун.

## Историјат
На основу археолошких ископавања на подручју Гардоша и Земуна утврђено је да се на овом подручју живело већ у доба старчевачке и винчанске културе.
У Античко доба у равници испред узвишица Гардош, Ћуковац и Калварија простирало се римско насеље Таурунум.
Доласком Словена на Балкан то насеље према земуницама добија назив Земун. У Средњем веку на узвишици изнад Земуна са десне обале Дунава подиже се утврђење које има за циљ контролу саобраћаја Дунавом. Временом се око утврђења формира насеље.
На основу историјског истраживања назив Гардош има корен словенског порекла тј. измењен облик словенске именице „град“ којој су Мађари касније додали наставак ОШ. Према другом тумачењу Гардош представља гробље, што није без основа јер су ту нађени гробови још из келтског доба. Предмети нађени током археолошких истраживања, оруђа и оружје направљених од глачаног камена и костију, керамичко посуђе и украси налазе се и чувају у Завичајном музеју у Земуну (Спиртина кућа).

## Локација
Гардош је једно од неколико малих насеља које чине центар Земуна, некадашњег града, а данас градске општине. Гардош се граничи са насељима Ћуковац, Доњи Град и Горњи Град. Ограничено је улицама Главна, Трг Бранка Радичевића Цара Душана, Наде Димић, Сибињанин Јанка, Синђелићевом, Његошевом и Караматином. Само насеље пресецају следеће улице: Гардошка, Стара, Висока, Гробљанска и Стрма. С обзиром да насеље нема кишну канализацију одвод атмосферских падавина се одвија степеништима, улицама и површинским каналима који се често користе и за пешачки саобраћај. Поред насеља на брду се налази и земунско гробље.

## Карактеристике насеља
Гардош се налази на истоименом брду, једном од три брда на којима је развијено старо градско језгро Земуна. Друга два брда су Ћуковац и Калварија, стварајући брдовите формације у облику полумесеца. Гардош је пре свега била тврђава око које се формирало стамбено насеље и познато је по својим кратким и уским улицама и степеништима. Насеље је добило име по брду Гардош.
У подземљу брда налази се мрежа подземних лагума, која датира из периода аустријске владавине у Земуну. Ови лагуми повезују Ћуковац, Мухар и Гардош. Насељу Гардош као и Земунском гробљу данас прети опасност од клизишта проузрокованих неадекватном градњом, непостојањем канализације и лагумима који су испод њега ископани а који се данас ненаменски користе што повећава нестабилност терена

## Култура на Гардошу
Сваке године (од 2002. године) у периоду од почетка јула до краја августа месеца, на Летњој позорници Гардош у Земуну се одвија културна манифестација „Лето на Гардошу“ у оквиру које се изводе позоришне представе, програми за децу, концерти и перформанси. На месту где се данас налази летња позорница, док није изграђена спортска хала „Пинки“, налазила се арена са рингом на коме је боксерски клуб спортског друштва „Јединство“ из Земуна организовало боксерске мечеве.

## Споменици културе на Гардошу
Гардош је богат споменицима културе:
- Земунска тврђава са Миленијумском кулом познатијом као кулом Сибињанин Јанка
- Николајевска црква у Земуну
- Кућа Буровца на Гардошу
- Црква Св. Димитрија (Харишева капела)
- Земунско гробље на Гардошу

## Галерија

### Галерија насеља
- Улица Синђелићева на Гардошу
- Улица Гробљанска на Гардошу
- Улица Висока на Гардошу
- Улица Стара на Гардошу
- Степениште на Гардошу
- Степениште на Гардошу
- Поглед на Земун са Гардоша
- Поглед на Дунав са Гардоша
- Поглед на Гардоша
- Гардошка улица
- Горњи део Синђелићеве
- Чунарска улица
- Да се не залута
- Амфитеатар летње позорнице на Гардошу
- Летња позорница на Гардошу
- Стрма улица
- Степенишни наставак Стрме улице
- Улаз у један од многобројних лагума
- Поглед са Земунског кеја на Кулу Сибињанин Јанка на Гардошу и звоник Николајевске цркве

### Галерија знаменитости
- Миленијумска кула са остацима тврђаве
- Остаци округле куле на гардошкој цитадели
- Николоајевска црква
- Харишева капела на Гардошу
- Земунско гробље на Гардошу